# Прапор провінції Люксембург
Є кілька дизайнів, які кваліфікуються як прапор Люксембургу. Всі вони містять червоний, білий і синій кольори. Люксембург, провінція Бельгії, запозичив ці кольори у сусідньої країни Люксембург.
Малюнок, який найчастіше називають прапором Люксембургу, являє собою червоно-біло-синій триколор із гербом провінції в центрі. Герб є таким же, як зменшена версія герба Великого герцогства Люксембург, від якого провінція була відділена в 1839 році. Провінція Люксембург ніколи офіційно не реєструвала специфікації кольорів, але вони зазвичай використовують більш темний відтінок синього, ніж на прапорі Великого Герцогства Люксембург. 
Офіційним прапором можна вважати біло-блакитний прапор із 9 смугами та червоним левом у короні посередині. Це також прапор, який можна побачити на ратуші Арлона, столиці провінції.

Неофіційно використовується також квадратне полотнище герба: червоний увінчаний лев з язиком, кігтями і вилкоподібним хвостом на п'яти білих і п'яти синіх смугах.  Прямокутний варіант цього був закладений у провінційних постановах 3 березня 1955 року. 

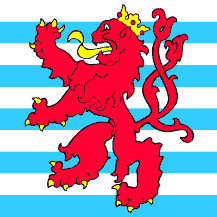
Старий неофіційний гербовий банер
Прапор губернатора Люксембургу